# Krakon
Krakon – Ogólnopolski Konwent Miłośników Fantastyki odbywający się w latach 1993 do 2007 w Krakowie. Był to jeden z największych i posiadających najdłuższą tradycję konwentów w Polsce. 
W latach 2011–2013 odbyły się trzy nowe edycje organizowane przez zupełnie nową ekipę organizatorów, które jednak zostały ocenione bardziej negatywnie przez środowisko fantastów.

## Wydarzenia
Na Krakonie przyznawana była nagroda Krakowskiego Fandomu za wkład w rozwój polskiej fantastyki – Golem. W latach 1999–2005 na konwencie przyznawana była także nagroda za najlepszy scenariusz do gry fabularnej, Quentin, a także nagroda Puchar Mistrza Mistrzów.

## Historia
Przed regularnymi Krakonami, pod nazwą „Cracon” odbył się w Krakowie w 1991 roku Eurocon-Polcon.
Na Krakonie w 2004 odbyło się założycielskie spotkanie Polskiego Towarzystwa Badania Gier.